# Kohl-Blattspanner

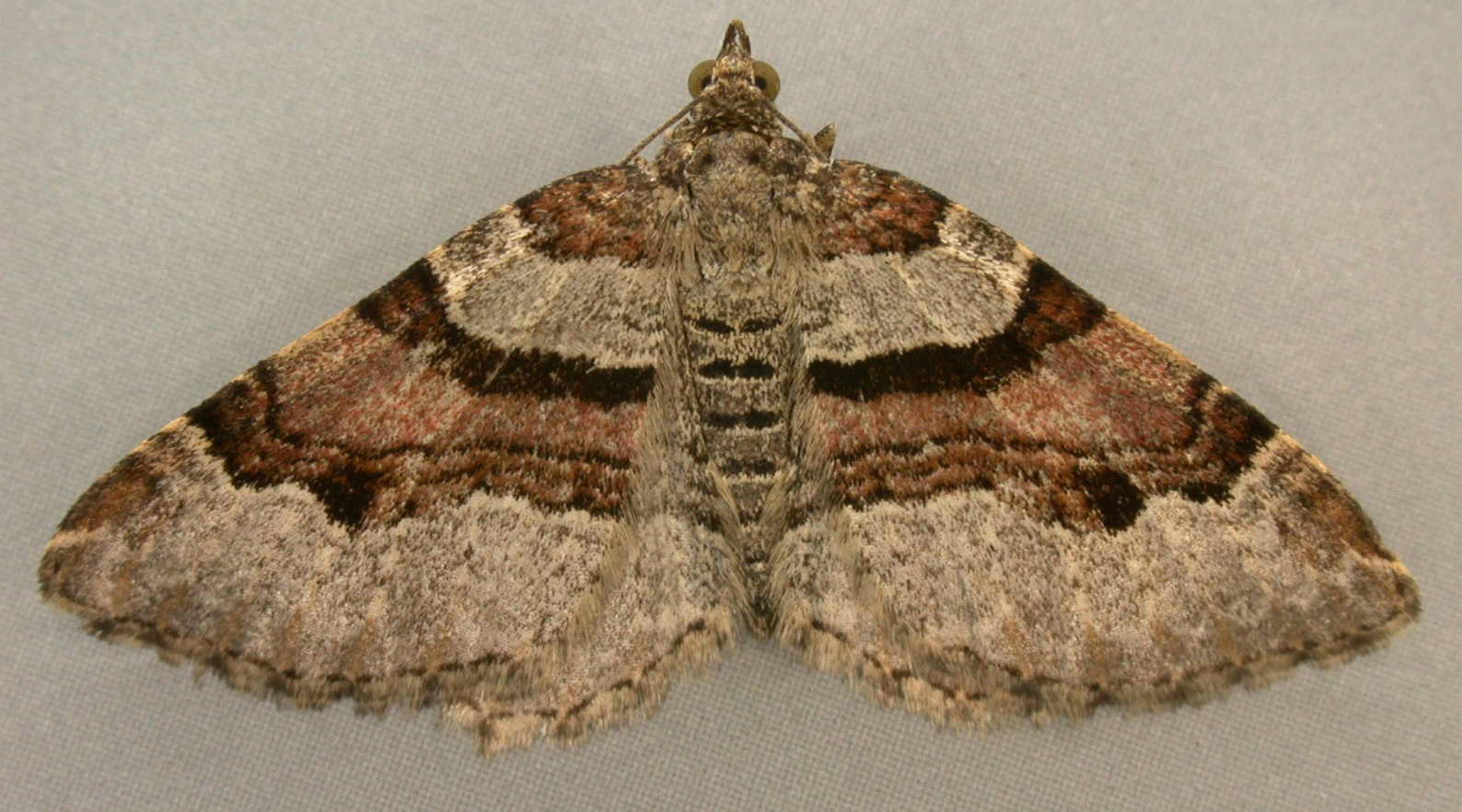
Falter mit braungrauer Grundfarbe

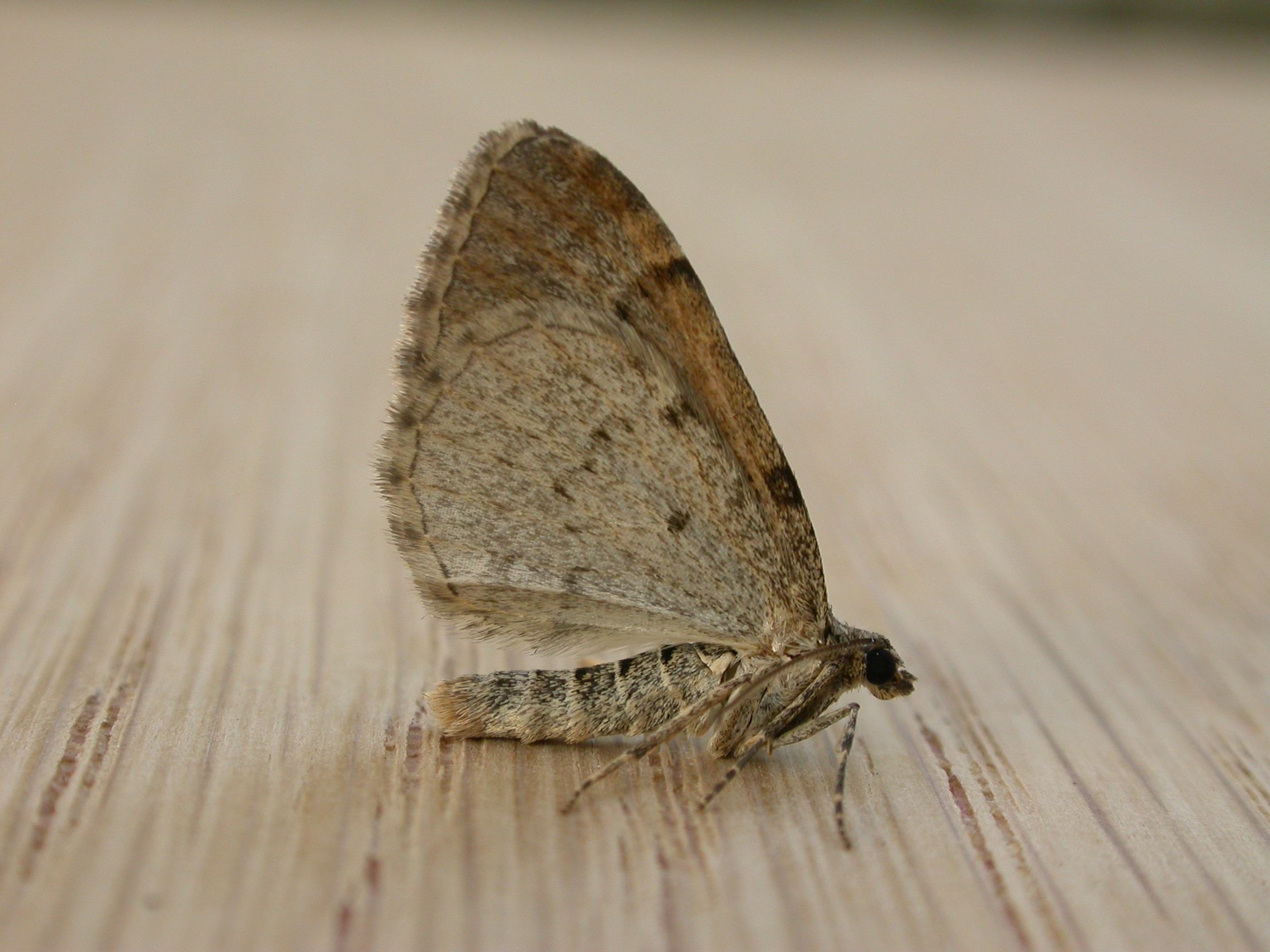
Flügelunterseite

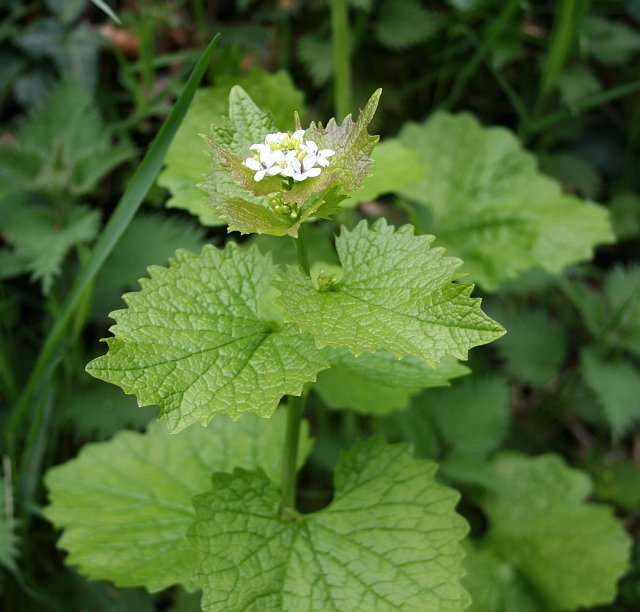
Knoblauchsrauke, eine Nahrungspflanze der Raupen

Der Kohl-Blattspanner (Xanthorhoe designata), auch als Kreuzblütler-Blattspanner bezeichnet, ist ein Schmetterling (Nachtfalter) aus der Familie der Spanner (Geometridae). Der Artname leitet sich von dem lateinischen Worten designo mit der Bedeutung „bestimmen“ (als sichere Art) ab.

## Merkmale

### Falter
Die Flügelspannweite der Falter beträgt 20 bis 24 Millimeter. Die Vorderflügeloberseite zeigt bei beiden Geschlechtern eine aschgraue bis braungraue Farbe. Das Wurzel- sowie das Mittelfeld sind violett rot, weinrot oder nussbraun gefärbt. Das gezackte Mittelfeld wird wurzelwärts von einer schmalen schwarzen Binde und saumwärts von einer schwarzen Querlinie begrenzt. Am Vorderrand hebt sich nahe der Flügelspitze ein dunkler Fleck ab. Die hell graubraun gefärbte Hinterflügeloberseite zeigt undeutliche dunkle Querlinien. Die Flügelunterseiten sind bei beiden Geschlechtern bis auf kleine schwarze Mittelpunkte und schwache Querlinien zeichnungsarm.

### Raupe
Ausgewachsene Raupen sind bräunlich gefärbt und mit gelblichen Flanken versehen. Auf dem Rücken heben sich schwarzbraune Flecke, teilweise rautenförmig ab.

### Ähnliche Arten
Bei den Faltern des Hellen Rostfarben-Blattspanners (Xanthorhoe spadicearia) ist das Mittelfeld der Vorderflügeloberseite breit rostrot ausgebildet, beim Springkraut-Blattspanner (Xanthorhoe biriviata) tendiert das Mittelfeld zu ockerbraunen Farben. Beiden Arten  fehlt auch die dunkle, schmale Binde, die das Mittelfeld wurzelwärts begrenzt.

## Verbreitung, Vorkommen und Unterarten
Das Verbreitungsgebiet des Kohl-Blattspanners erstreckt sich von Westeuropa einschließlich der Britischen Inseln durch Mitteleuropa und die gemäßigte Zone bis nach Sibirien. Auf Island ist er durch die Unterart Xanthorhoe designata islandicaria, auf Färöer durch Xanthorhoe designata faeroensis vertreten. Die Art besiedelt bevorzugt Moor- und Bruchwälder, Auen, Ufergebiete sowie Gärten und Parkanlagen. Sie wurde auch an Rändern von Ortschaften nachgewiesen. In den Südalpen ist sie noch in einer Höhe von 2000 Metern zu finden.

## Lebensweise
Die überwiegend nachtaktiven Falter fliegen in zwei Generationen schwerpunktmäßig in den Monaten April bis Juni bzw. Juli und August. Die beiden Generationen überschneiden sich zuweilen. Nachts besuchen sie künstliche Lichtquellen. Die Raupen ernähren sich von den Blättern von Kreuzblütlern (Brassicaceae). Regional bevorzugen sie die Knoblauchsrauke (Alliaria petiolata). Kohl-Arten (Brassica) zählen ebenfalls zu ihrem oft angenommenen Nahrungsspektrum. Die Verpuppung erfolgt in einem Gespinst in der Erde. Die Puppe überwintert.